# ジェントルメン (アルバム)
『ジェントルメン』(Gentlemen)は、アメリカのロックバンド、アフガン・ウィッグスの4枚目のアルバム。1993年10月5日にリリース。サブ・ポップからメジャーレーベルであるエレクトラ・レコードに移籍してから初めてのアルバムとなった。前作『コングリゲーション』同様高い評価を得た。発売から21周年を記念して『Gentlemen at 21』のタイトルでリイシューされた。

## 収録曲
特筆ない限りグレッグ・デュリの作曲。
1. "If I Were Going" - 3:05
2. "Gentlemen" - 3:54
3. "Be Sweet" (Dulli/Rick McCollum) - 3:37
4. "Debonair" - 4:15
5. "When We Two Parted" (Dulli/McCollum) - 5:47
6. "Fountain and Fairfax" - 4:21
7. "What Jail Is Like" - 3:30
8. "My Curse" - 5:45
9. "Now You Know" - 4:10
10. "I Keep Coming Back" (Leo Austell/Leo Graham) - 4:52
11. "Brother Woodrow/Closing Prayer" - 5:40

## 参加ミュージシャン
- グレッグ・デュリ - ボーカル、ギター
- リック・マッコラム - ギター、ボーカル
- ジョン・カーリー - ベース
- スティーヴ・アール - ドラムス

## その他ミュージシャン
- ハロルド・チッチェスター - ピアノ、メロトロン
- バーブ・ハンター - チェロ
- マーシー・メイズ - ボーカル (#8)
- ジョディ・スティーヴンス - コーラス (#9)